# فنسنت مادالوني
فنسنت مادالوني (بالإنجليزية: Vincent Maddalone)‏ مواليد 29 ديسمبر 1973 في كوينز، نيويورك، نيويورك، الولايات المتحدة، هو ملاكم أمريكي يصنف ضمن فئة الوزن الثقيل بدأ مسيرته الاحترافية سنة 1999 حيث انتصر في نزاله الأول.

## المسيرة الاحترافية
من نزالاته:
- خسر أمام بريان مينتو بالضربة الفنية القاضية (01-10-2005).
- خسر أمام بريان مينتو بالضربة القاضية (23-07-2004).

## إحصائيات
خاض خلال مسيرته 47 نزالا، فاز في 37 وتعادل في 1 وخسر في 8. فاز بالضربة القاضية في 28 نزالا.

## روابط خارجية
- فنسنت مادالوني على موقع بوكس ريك (الإنجليزية) (registration required)